# Katajsk
Katajsk – miasto w Rosji, w obwodzie kurgańskim. W 2010 roku liczyło 14 003 mieszkańców.